# Vicente Bañó
Vicente Bañó Gomis (Alicante, 1926 – 1978) fue un actor y director de doblaje español.

## Biografía
Bañó se había formado en la escena teatral alicantina en los años cuarenta y cincuenta, trasladándose después a Madrid para probar fortuna. Con su voz grave y robusta Bañó se convirtió en doblador habitual en Madrid de galanes "duros" como Burt Lancaster, John Wayne o Victor Mature (con el que debutó en la profesión en 1953 ya con un papel protagonista en el film El beso de la muerte) así como el de Orson Welles en la última etapa de su carrera, oficio que compaginó con pequeños papeles en el cine hasta el momento de su fallecimiento. A partir de la década de los 60 intervino en muchos redoblajes exclusivos para TVE, destacando los de Groucho Marx y Gary Cooper, así como el de Chill Wills como Francis, la mula parlante de la popular serie cinematográfica (1950-55). Fue precisamente para televisión donde Bañó logró mayor popularidad gracias también a las series Ironside y Kojak, donde hizo los doblajes originales de, respectivamente, Raymond Burr en 1970 y Telly Savalas en 1975.
En total, Bañó dobló más de mil películas antes de su inesperado fallecimiento de una perforación intestinal.